# سيم سيتي: بيلدلت
سيم سيتي: بيلدلت (بالإنجليزية: SimCity: BuildIt)‏ هي لعبة فيديو هاتف محمول طورتها ماكسيس سوفتوير ونشرتها إلكترونيك آرتس، صدرت في 22 أكتوبر 2014 وتعمل على أجهزة آي أو إس، أندرويد وكيندل فاير.
فكرة اللعبة هي حل مواقف واقعية مثل الحرائق والتلوث وحركة المرور والتعامل مع هذه المشكلات التي يواجهها الناس.
وقد حصلت اللعبة على أكثر من 100 مليون عملية تنزيل على جوجل بلاي.